# Арсе, Фернандо (1996)
Фернандо Давид Арсе Хуарес (англ. и исп. Fernando David Arce Juárez; род. 27 ноября 1996, Чула-Виста, Калифорния) — американский футболист мексиканского происхождения, полузащитник клуба «Дорадос де Синалоа».
Отец Фернандо — Фернандо Арсе Старший — известный мексиканский футболист.

## Клубная карьера
Арсе — воспитанник «Тихуана». 16 марта 2014 года в матче против «Крус Асуль» он дебютировал в мексиканской Примере, заменив во втором тайме Ричарда Руиса. Летом 2016 года Фернандо для получения игровой практики на правах аренды перешёл в «Дорадос де Синалоа». 17 июля в матче против «Тампико Мадейро» он дебютировал в Ассенсо лиге. В поединке против «Хуарес» Арсе забил свой первый гол за «Дорадос».

## Международная карьера
В 2015 году Фернандо был включён в заявку на участие в молодёжном чемпионате КОНКАКАФ на Ямайке. На турнире он сыграл в матче против Арубы.